# Fraser Rice
Fraser Rice (né le 25 août 1947 à Pictou, dans la province de la Nouvelle-Écosse au Canada) est un joueur professionnel retraité canadien de hockey sur glace.

## Statistiques
| Saison    | Équipe                  | Ligue |    | Saison régulière | Saison régulière | Saison régulière | Saison régulière | Saison régulière |   | Séries éliminatoires | Séries éliminatoires | Séries éliminatoires | Séries éliminatoires | Séries éliminatoires |
| Saison    | Équipe                  | Ligue | PJ | B                | A                | Pts              | Pun              | PJ               | B | A                    | Pts                  | Pun                  |                      |                      |
| 1968-1969 | Blazers d'Oklahoma City | LCH   | 3  | 0                | 0                | 0                | 2                | -                | - | -                    | -                    | -                    |                      |                      |
| 1968-1969 | Blazers de Syracuse     | EHL   | 63 | 23               | 30               | 53               | 72               | -                | - | -                    | -                    | -                    |                      |                      |
| 1969-1970 | Ducks de Long Island    | EHL   | 73 | 26               | 20               | 46               | 44               | -                | - | -                    | -                    | -                    |                      |                      |
| 1969-1970 | Blazers de Syracuse     | EHL   | 49 | 15               | 10               | 25               | 18               | -                | - | -                    | -                    | -                    |                      |                      |
| 1970-1971 | Ducks de Long Island    | EHL   | 7  | 1                | 0                | 1                | 28               | -                | - | -                    | -                    | -                    |                      |                      |
| 1971-1972 | Oaks d'Oakville         | AHOSr | 39 | 20               | 25               | 45               | 73               | -                | - | -                    | -                    | -                    |                      |                      |
| 1972-1973 | Oaks d'Oakville         | AHOSr | 18 | 8                | 8                | 16               | 15               | -                | - | -                    | -                    | -                    |                      |                      |